# 橘碘泡虫
橘碘泡虫（学名：Myxobolus acheilognathusi）为碘泡科碘泡虫属的动物。在中国，分布于四川等，营寄生生活，寄生在峨眉橘的鳃。